# 奎宿增八
雙魚座78（双鱼座ψ2），又名BD+31 185，HD 6680、SAO 54445、HR 327，是雙魚座的一颗恒星，视星等为6.25，位于銀經127.02，銀緯-30.73，其B1900.0坐标为赤經1h 2m 29.1s，赤緯+31° -30.73′ 43″。